# Castello di Collepietra
Il castello di Collepietra (in tedesco Burg Steinegg) è un maniero medievale in rovina che si trova vicino alla frazione omonima del comune di Cornedo all'Isarco in Alto Adige.

## Storia e descrizione
Il castello era la sede dei signori di Steinegg ed era costituito in realtà da due edifici distinti: uno residenziale, più antico risalente al XII-XIII secolo, e l'altro difensivo, più recente. Entrambi sono ormai ridotti soltanto a qualche brandello di muro, anche perché negli anni '30 furono usati come cava. I resti più importanti sono quelli del portone di accesso.
È visitabile ma è raggiungibile solo attraverso un sentiero molto esposto.